# 北房インターチェンジ

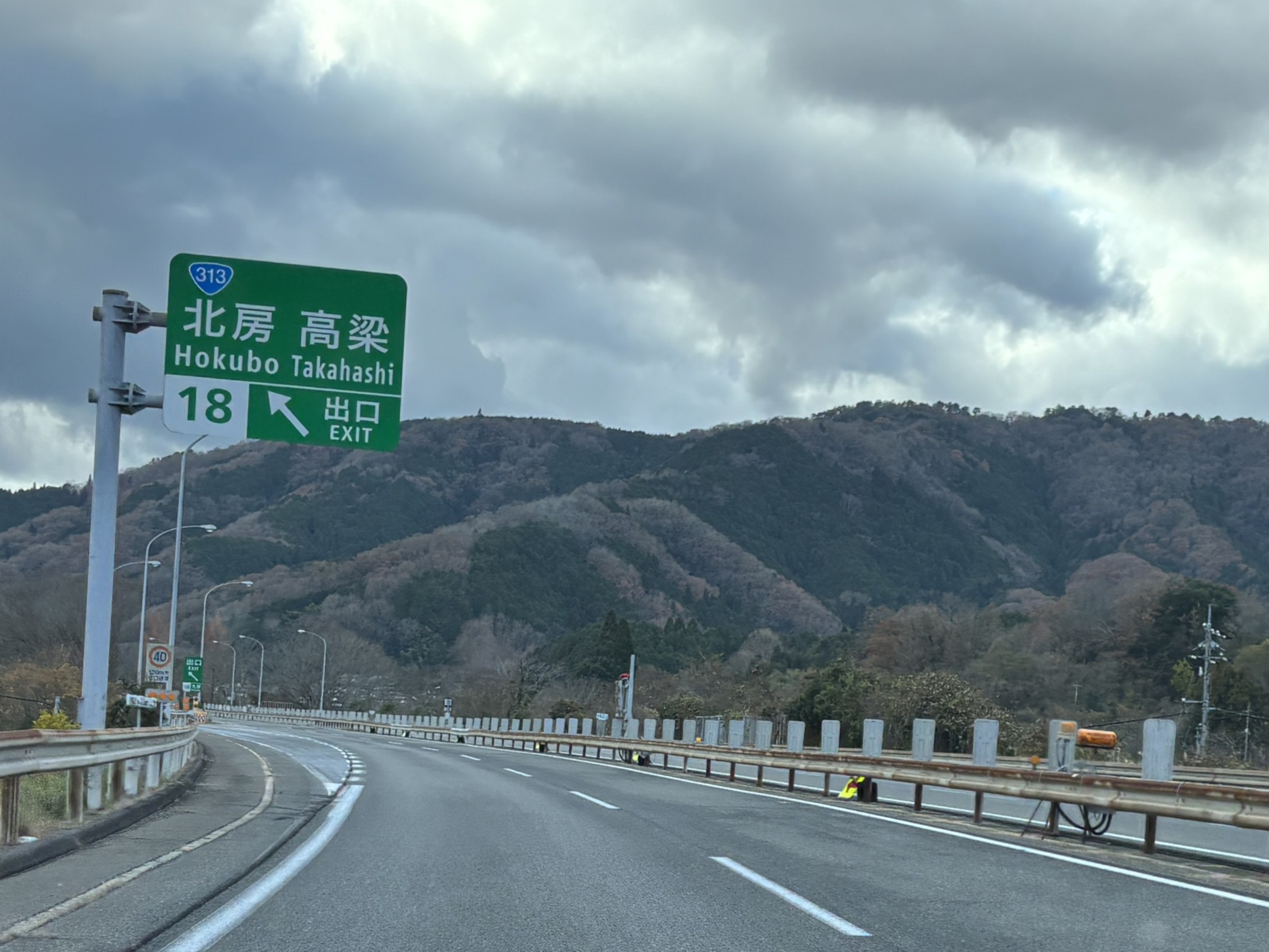
北房インターチェンジ（下り）

北房インターチェンジ（ほくぼうインターチェンジ）は、岡山県真庭市五名の中国自動車道のインターチェンジである。広島方面へ行く場合、次の新見ICまでは速度規制が行われている区間がある（60km/h規制）。

## 道路
- E2A 中国自動車道（18番）

## 接続する道路

### 直接接続
- 国道313号

## 周辺
- 諏訪洞

## 料金所

### 入口
- レーン数：2
  - ETC専用：1
  - 一般：1

### 出口
- レーン数：2
  - ETC専用：1
  - 一般：1

## 隣
E2A 中国自動車道
(16)落合IC/BS - 真庭PA - (17)北房JCT - (18)北房IC - 呰部BS - 布瀬BS - (18-1)大佐SA/BS/SIC - 熊谷BS - (19)新見IC/BS